# Juances
Juances (llamada oficialmente San Pedro de Xuances) es una parroquia española del municipio de Jove, en la provincia de Lugo, Galicia.

## Organización territorial
La parroquia está formada por diecisiete entidades de población:
- Acebeda (A Aceveda)
- Bargo (O Bargo)
- Cabo de Vila
- Camba
- Camposusao (Campo Susao)
- Castelo
- Ceranzos
- Cruceiro (O Cruceiro)
- Fontao
- Illade
- Loureiros (Os Loureiros)
- Pena
- Pereiraboa
- Prada
- Reboredo
- Tuimil (Toimil)
- Vara (A Vara)

## Demografía
| Gráfica de evolución demográfica de Juances entre 2000 y 2021 |
|                                                               |
| Datos según el nomenclátor publicado por el INE.              |